# La Liga de 2003–04
A La Liga de 2003–04 foi a 74º edição da Primeira Divisão da Espanha de futebol. Com 20 participantes, o campeão foi o CF Valencia.

## Classificação final
| Pos | Equipe                 | J  | V  | E  | D  | GM | GS | SG  | Pts |
| --- | ---------------------- | -- | -- | -- | -- | -- | -- | --- | --- |
| 1   | Valencia               | 38 | 23 | 8  | 7  | 71 | 27 | 44  | 77  |
| 2   | Barcelona              | 38 | 21 | 9  | 8  | 63 | 39 | 24  | 72  |
| 3   | Deportivo de La Coruña | 38 | 21 | 8  | 9  | 60 | 34 | 26  | 71  |
| 4   | Real Madrid            | 38 | 21 | 7  | 10 | 72 | 54 | 18  | 70  |
| 5   | Athletic Club          | 38 | 15 | 11 | 12 | 53 | 49 | 4   | 56  |
| 6   | Sevilla                | 38 | 15 | 10 | 13 | 56 | 45 | 11  | 55  |
| 7   | Atlético de Madrid     | 38 | 15 | 10 | 13 | 51 | 53 | -2  | 55  |
| 8   | Villarreal             | 38 | 15 | 9  | 14 | 47 | 49 | -2  | 54  |
| 9   | Real Betis             | 38 | 13 | 13 | 12 | 46 | 43 | 3   | 52  |
| 10  | Málaga                 | 38 | 15 | 6  | 17 | 50 | 55 | -5  | 51  |
| 11  | Mallorca               | 38 | 15 | 6  | 17 | 54 | 66 | -12 | 51  |
| 12  | Real Zaragoza 1        | 38 | 13 | 9  | 16 | 46 | 55 | -9  | 48  |
| 13  | Osasuna                | 38 | 11 | 15 | 12 | 38 | 37 | 1   | 48  |
| 14  | Albacete               | 38 | 13 | 8  | 17 | 40 | 48 | -8  | 47  |
| 15  | Real Sociedad          | 38 | 11 | 13 | 14 | 49 | 53 | -4  | 46  |
| 16  | Racing                 | 38 | 11 | 10 | 17 | 48 | 63 | -15 | 43  |
| 17  | Espanyol               | 38 | 13 | 4  | 21 | 48 | 64 | -16 | 43  |
| 18  | Real Valladolid        | 38 | 10 | 11 | 17 | 46 | 56 | -10 | 41  |
| 19  | Celta de Vigo          | 38 | 9  | 12 | 17 | 48 | 68 | -20 | 39  |
| 20  | Real Murcia            | 38 | 5  | 11 | 22 | 29 | 57 | -28 | 26  |

|  | Classificação para a fase de grupos da Liga dos Campeões da UEFA de 2004-05           |
|  | Classificação para a terceira ronda previa de la Liga dos Campeões da UEFA de 2004-05 |
|  | Classificacão para la Copa da UEFA de 2004-05                                         |
|  | Classificacão para a Copa Intertoto da UEFA de 2004                                   |
|  | Descenso a Segunda División                                                           |

## Artilheiros
| Nome            | Time            | Gols |
| --------------- | --------------- | ---- |
| Ronaldo         | Real Madrid     | 24   |
| Júlio Baptista  | Sevilla         | 20   |
| Mista           | Valencia        | 19   |
| Raúl Tamudo     | Espanyol        | 19   |
| Fernando Torres | Atlético Madrid | 19   |
| Salva           | Málaga          | 18   |
| David Villa     | Zaragoza        | 17   |
| Samuel Eto'o    | Mallorca        | 17   |